# Organisme de la circulation aérienne
Un organisme de la circulation aérienne en France est une entité administrative chargée d'assurer un service de la circulation aérienne.
Parfois appelés organismes de la CA ou organisme ATS, les organismes de la circulation aérienne sont chargés de rendre les services de la circulation aérienne.
Il en existe de plusieurs types :
- Organismes du contrôle : Centre de contrôle régional (CCR ou ACC pour Area Control Center), centre d'approche (APP) ou tour de contrôle (TWR) (voir article Contrôle de la circulation aérienne)
- Centre ou secteur d'information de vol :  Ils assurent les services d'information et d'alerte dans des portions d'espaces aériens non contrôlées. En France, les CIV (ou UIV pour unité d'information de vol) sont dans les CRNA et les SIV sont dans des organismes de contrôle d'approche
- Organismes AFIS : ils rendent essentiellement les services d'information et d'alerte dans la circulation de certains aérodromes.